# Thonac
Pour les articles homonymes, voir Thonac (homonymie).
Thonac est une commune française située dans le département de la Dordogne, en région Nouvelle-Aquitaine.

## Géographie

### Généralités

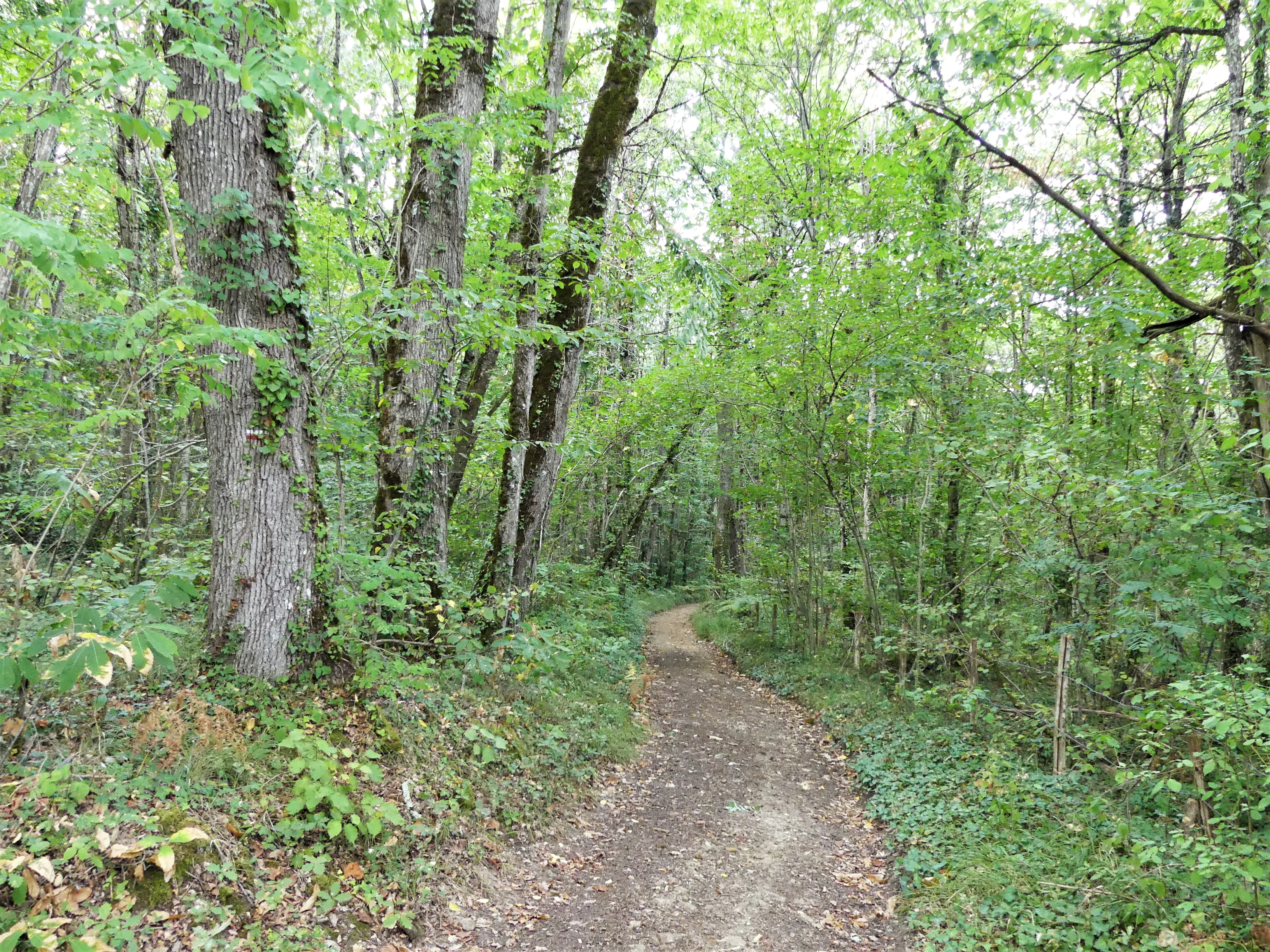
Le GR 36 à proximité du manoir de la Vermondie.

La commune de Thonac est située en Périgord noir, à l'est du département de la Dordogne.
Le bourg, traversé par la route départementale (RD) 706, se situe, en distances orthodromiques, six kilomètres au sud-ouest du centre-ville de Montignac-Lascaux et dix-sept kilomètres au nord-nord-ouest de Sarlat-la-Canéda.
La commune est également desservie par les RD 45, 65E et 706E.
Le territoire communal est traversé par le GR 36 sur six kilomètres et demi, celui-ci formant la limite communale sur deux kilomètres et demi, en deux tronçons, face à Montignac-Lascaux et Saint-Léon-sur-Vézère.

### Communes limitrophes
Thonac est limitrophe de cinq autres communes. Au nord-ouest, son territoire est distant d'environ 450 mètres de celui de Plazac.
|                       | Fanlac  | Montignac-Lascaux |
| Saint-Léon-sur-Vézère | Thonac  |                   |
|                       | Sergeac | Valojoulx         |

### Géologie et relief

#### Géologie
Situé sur la plaque nord du Bassin aquitain et bordé à son extrémité nord-est par une frange du Massif central, le département de la Dordogne présente une grande diversité géologique. Les terrains sont disposés en profondeur en strates régulières, témoins d'une sédimentation sur cette ancienne plate-forme marine. Le département peut ainsi être découpé sur le plan géologique en quatre gradins différenciés selon leur âge géologique. Thonac est située dans le troisième gradin à partir du nord-est, un plateau formé de calcaires hétérogènes du Crétacé.
Les couches affleurantes sur le territoire communal sont constituées de formations superficielles du Quaternaire datant du Cénozoïque et de roches sédimentaires du Mésozoïque. La formation la plus ancienne, notée c3b-c, date du Coniacien moyen à supérieur, composée de calcaires bioclastiques grossiers et quartzeux jaunes à bryozoaires et  gastéropodes, à niveaux gréseux (formation des Eyzies). La formation la plus récente, notée CFp, fait partie des formations superficielles de type colluvions indifférenciées de versant, de vallon et plateaux issues d'alluvions, molasses, altérites. Le descriptif de ces couches est détaillé dans  les feuilles « no 783 - Thenon » et « no 784 - Terrasson » de la carte géologique au 1/50 000 de la France métropolitaine, et leurs notices associées,.

Carte géologique de Thonac.

#### Relief et paysages
Le département de la Dordogne se présente comme un vaste plateau incliné du nord-est (491 m, à la forêt de Vieillecour dans le Nontronnais, à Saint-Pierre-de-Frugie) au sud-ouest (2 m à Lamothe-Montravel). L'altitude du territoire communal varie quant à elle entre 67 mètres et 232 mètres,.
Dans le cadre de la Convention européenne du paysage entrée en vigueur en France le 1er juillet 2006, renforcée par la loi du 8 août 2016 pour la reconquête de la biodiversité, de la nature et des paysages, un atlas des paysages de la Dordogne a été élaboré sous maîtrise d’ouvrage de l’État et publié en octobre 2020. Les paysages du département s'organisent en huit unités paysagères,. La commune fait partie du Périgord noir, un paysage vallonné et forestier, qui ne s’ouvre que ponctuellement autour de vallées-couloirs et d’une multitude de clairières de toutes tailles. Il s'étend du nord de la Vézère au sud de la Dordogne (en amont de Lalinde) et est riche d’un patrimoine exceptionnel.
La superficie cadastrale de la commune publiée par l'Insee, qui sert de référence dans toutes les statistiques, est de 11,62 km2,,. La superficie géographique, issue de la BD Topo, composante du Référentiel à grande échelle produit par l'IGN, est quant à elle de 11,36 km2.

### Hydrographie

#### Réseau hydrographique
La commune est située dans le bassin de la Dordogne au sein du Bassin Adour-Garonne. Elle est drainée par la Vézère, le Thonac, le ruisseau d'Auberoche, le ruisseau de Fongran et par un petit cours d'eau, qui constituent un réseau hydrographique de 20 km de longueur totale,.
La Vézère, d'une longueur totale de 211,2 km, prend sa source en Corrèze dans la commune de Meymac et se jette dans la Dordogne — dont elle est l'un des principaux affluents — en rive droite, à Limeuil, face à Alles-sur-Dordogne,. Elle borde la commune de l'est au sud sur trois kilomètres et demi.
Le Thonac, d'une longueur totale de 11,5 km, prend sa source à Bars et se jette dans la Vézère en rive droite sur la commune, face à Sergeac,. Il traverse le territoire communal du nord au sud sur huit kilomètres, confluant avec la Vézère au sud-ouest du bourg.

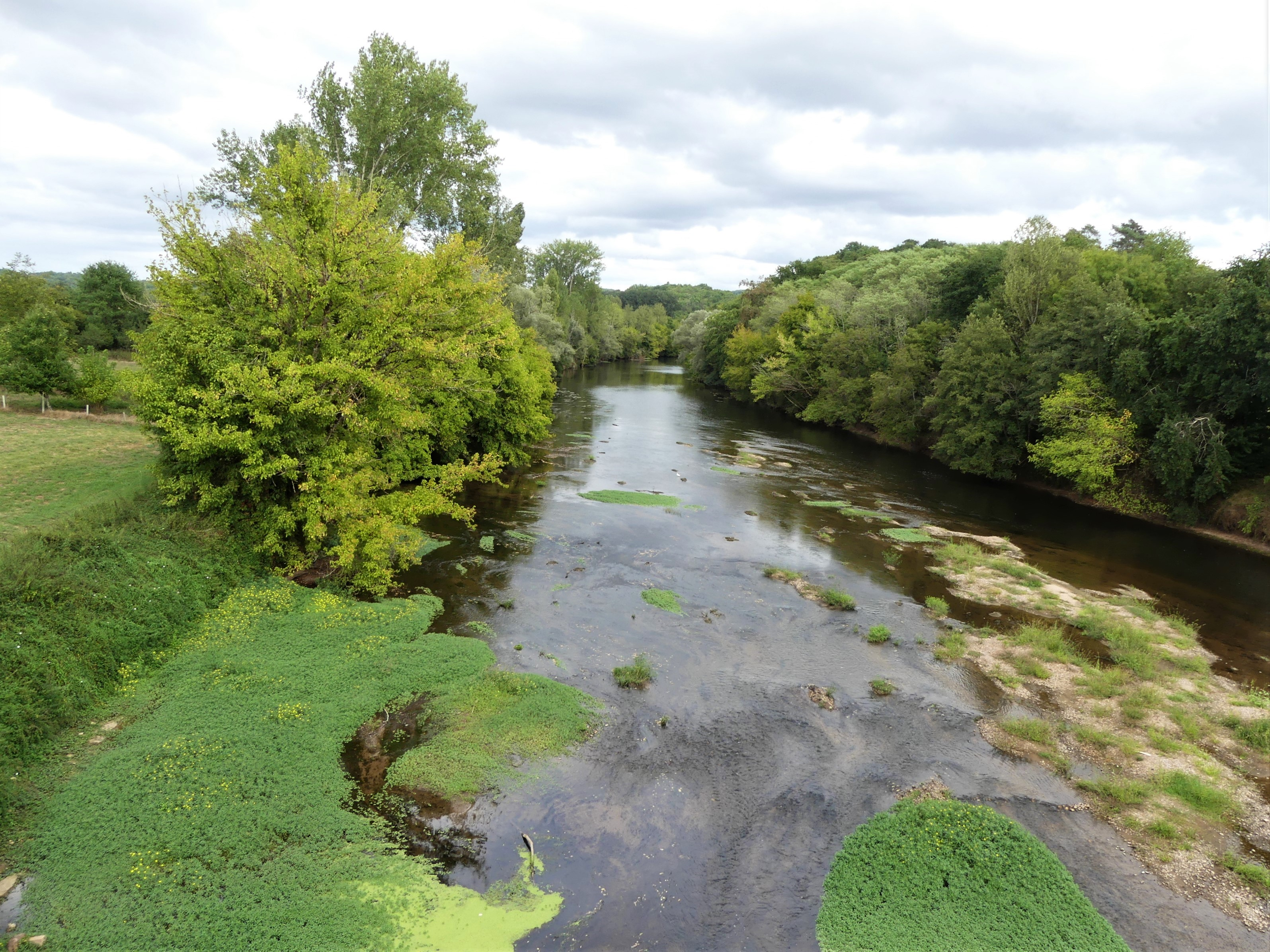
La Vézère en limite de Thonac (à gauche) et Sergeac.
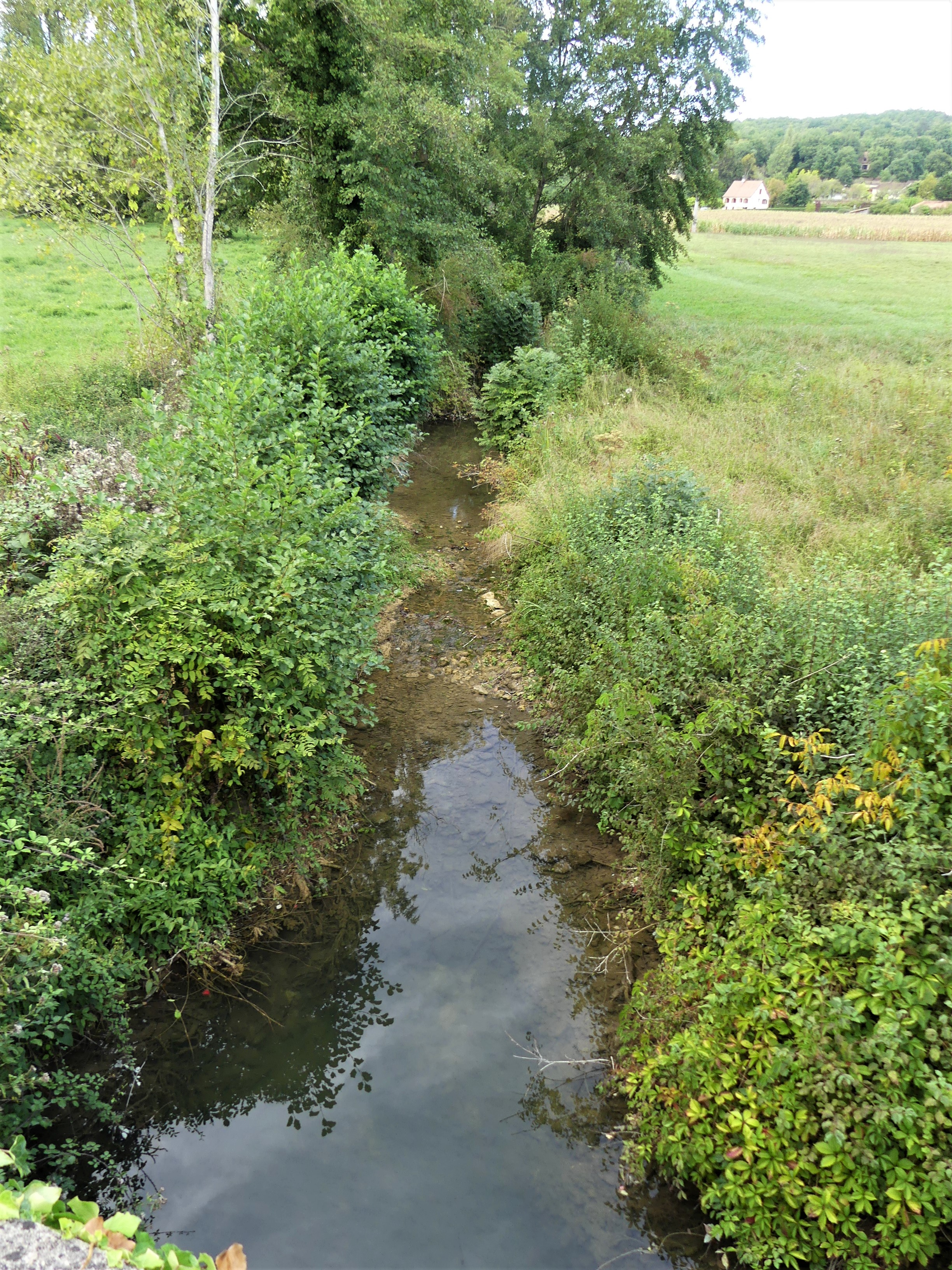
Le Thonac au pont de la RD 706.
Réseaux hydrographique et routier de Thonac.

#### Gestion et qualité des eaux
Le territoire communal est couvert par le schéma d'aménagement et de gestion des eaux (SAGE) « Vézère-Corrèze ». Ce document de planification, dont le territoire regroupe les bassins versants de la Vézère et de la Corrèze, d'une superficie de 3 730 km2 est en cours d'élaboration. La structure porteuse de l'élaboration et de la mise en œuvre est le conseil départemental de la Corrèze. Il définit sur son territoire les objectifs généraux d’utilisation, de mise en valeur et de protection quantitative et qualitative des ressources en eau superficielle et souterraine, en respect des objectifs de qualité définis dans le troisième SDAGE  du Bassin Adour-Garonne qui couvre la période 2022-2027, approuvé le 10 mars 2022.
La qualité des eaux de baignade et des cours d’eau peut être consultée sur un site dédié géré par les agences de l’eau et l’Agence française pour la biodiversité.

### Climat
Pour des articles plus généraux, voir Climat de la Nouvelle-Aquitaine et Climat de la Dordogne.
Historiquement, la commune est exposée à un climat océanique aquitain.  
En 2020, Météo-France publie une typologie des climats de la France métropolitaine dans laquelle la commune est exposée à un climat océanique altéré et est dans la région climatique  Ouest et nord-ouest du Massif Central, caractérisée par une pluviométrie annuelle de 900 à 1 500 mm, maximale en automne et en hiver.
Pour la période 1971-2000, la température annuelle moyenne est de 12,7 °C, avec  une amplitude thermique annuelle de 15,1 °C. Le cumul annuel moyen de précipitations est de 899 mm, avec 12,2 jours de précipitations en janvier et 7,3 jours en juillet. Pour la période 1991-2020, la température moyenne annuelle observée sur la station météorologique la plus proche, située sur la commune de Thenon à 13 km à vol d'oiseau, est de 12,9 °C et le cumul annuel moyen de précipitations est de 907,1 mm,. Pour l'avenir, les paramètres climatiques de la commune estimés pour 2050 selon différents scénarios d’émission de gaz à effet de serre sont consultables sur un site dédié publié par Météo-France en novembre 2022.

## Urbanisme

### Typologie
Au 1er janvier 2024, Thonac est catégorisée commune rurale à habitat dispersé, selon la nouvelle grille communale de densité à 7 niveaux définie par l'Insee en 2022.
Elle est située hors unité urbaine et hors attraction des villes,.

### Occupation des sols
L'occupation des sols de la commune, telle qu'elle ressort de la base de données européenne d’occupation biophysique des sols Corine Land Cover (CLC), est marquée par l'importance des forêts et milieux semi-naturels (55,7 % en 2018), en diminution par rapport à 1990 (57,1 %). La répartition détaillée en 2018 est la suivante : 
forêts (55,7 %), prairies (17,7 %), zones agricoles hétérogènes (16,7 %), terres arables (7,2 %), zones urbanisées (2,7 %). L'évolution de l’occupation des sols de la commune et de ses infrastructures peut être observée sur les différentes représentations cartographiques du territoire : la carte de Cassini (XVIIIe siècle), la carte d'état-major (1820-1866) et les cartes ou photos aériennes de l'IGN pour la période actuelle (1950 à aujourd'hui).

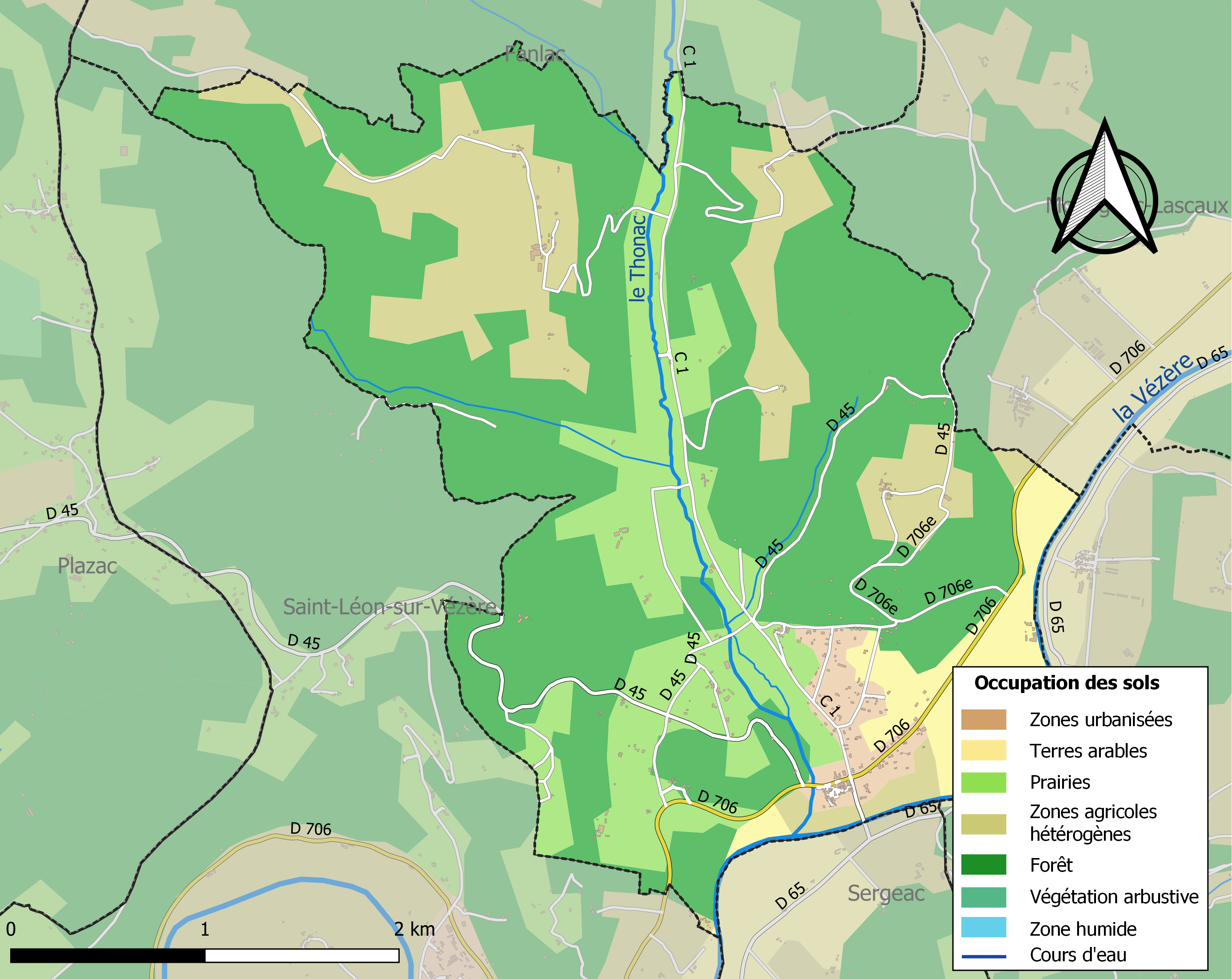
Carte des infrastructures et de l'occupation des sols de la commune en 2018 (CLC).

### Prévention des risques
Le territoire de la commune de Thonac est vulnérable à différents aléas naturels : météorologiques (tempête, orage, neige, grand froid, canicule ou sécheresse), inondations, feux de forêts, mouvements de terrains et séisme (sismicité très faible). Il est également exposé à un risque technologique, la rupture d'un barrage. Un site publié par le BRGM permet d'évaluer simplement et rapidement les risques d'un bien localisé soit par son adresse soit par le numéro de sa parcelle.

#### Risques naturels
Certaines parties du territoire communal sont susceptibles d’être affectées par le risque d’inondation par débordement de cours d'eau, notamment la Vézère et le Thonac. La commune a été reconnue en état de catastrophe naturelle au titre des dommages causés par les inondations et coulées de boue survenues en 1982, 1993, 1996, 1999, 2001 et 2008,. Le risque inondation est pris en compte dans l'aménagement du territoire de la commune par le biais du plan de prévention des risques inondation (PPRI) de la « vallée de la Vézère »  approuvé le 20 décembre 2000, pour les crues de la Vézère. La crue historique la plus forte sur le secteur du PPRI pour laquelle des informations sont disponibles est la crue d’octobre 1960. Le débit de pointe de cette crue a été défini à 1 360 m3/s à Montignac, soit une période de retour d’environ 250 ans,.
Thonac est exposée au risque de feu de forêt. L’arrêté préfectoral du 14 mars 2013 fixe les conditions de pratique des incinérations et de brûlage dans un objectif de réduire le risque de départs d’incendie. À ce titre, des périodes sont déterminées : interdiction totale du 15 février au 15 mai et du 15 juin au 15 octobre, utilisation réglementée du 16 mai au 14 juin et du 16 octobre au 14 février. En septembre 2020, un plan inter-départemental de protection des forêts contre les incendies (PidPFCI) a été adopté pour la période 2019-2029,.

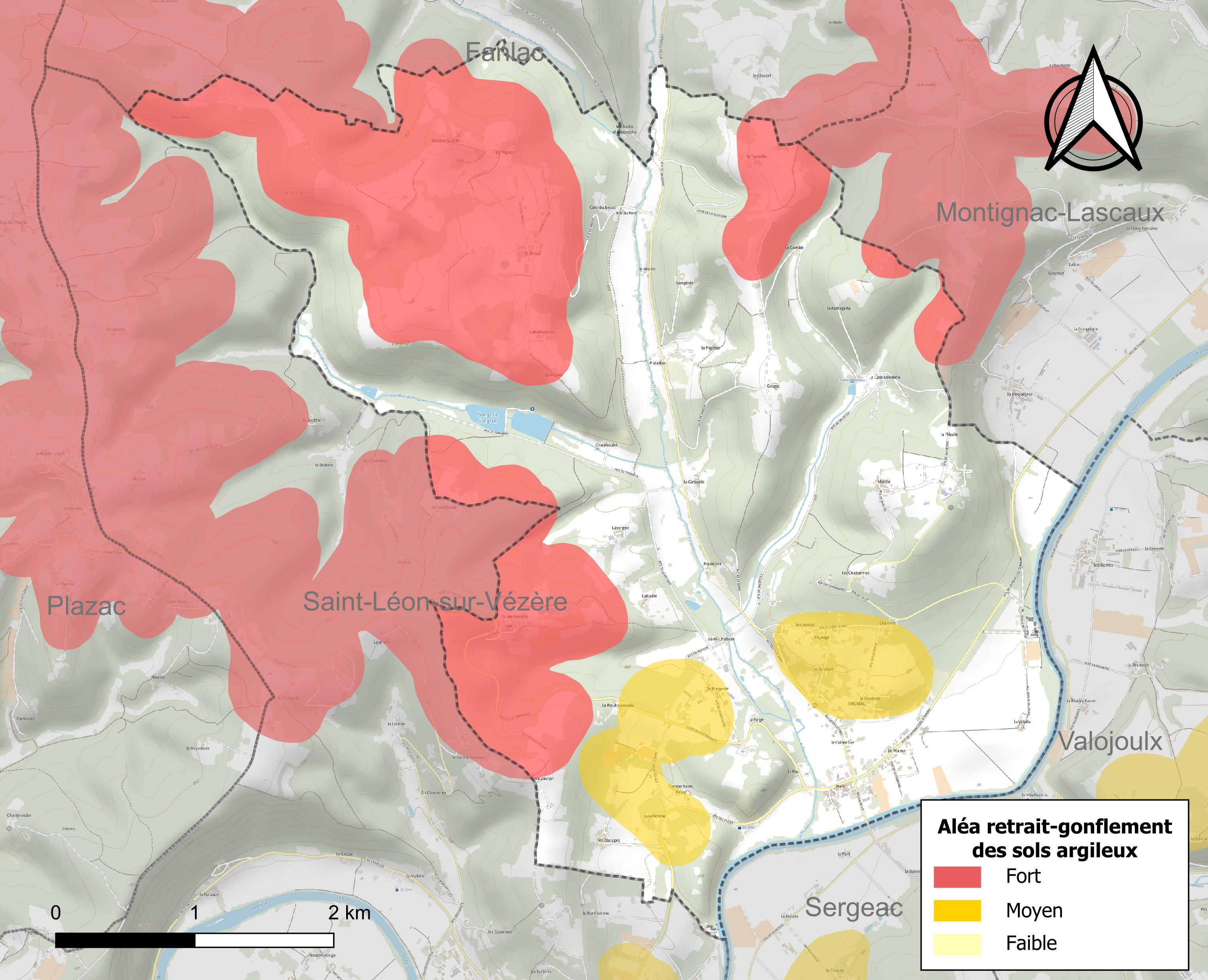
Carte des zones d'aléa retrait-gonflement des sols argileux de Thonac.

Les mouvements de terrains susceptibles de se produire sur la commune sont des tassements différentiels. Le retrait-gonflement des sols argileux est susceptible d'engendrer des dommages importants aux bâtiments en cas d’alternance de périodes de sécheresse et de pluie. 35 % de la superficie communale est en aléa moyen ou fort (58,6 % au niveau départemental et 48,5 % au niveau national métropolitain). Depuis le 1er octobre 2020, en application de la loi ÉLAN, différentes contraintes s'imposent aux vendeurs, maîtres d'ouvrages ou constructeurs de biens situés dans une zone classée en aléa moyen ou fort,.
La commune a été reconnue en état de catastrophe naturelle au titre des dommages causés par la sécheresse en 1989 et par des mouvements de terrain en 1999.

#### Risque technologique
La commune est en outre située en aval du barrage de Monceaux la Virolle, un ouvrage de classe A situé dans le département de la Corrèze et faisant l'objet d'un PPI depuis 2009. À ce titre elle est susceptible d’être touchée par l’onde de submersion consécutive à la rupture d'un de ces ouvrages.

## Toponymie
En occitan, la commune porte le nom de Tonac.

## Histoire
En 1602, Jean de Losse, écuyer, seigneur de Bannes, commandant de la garde écossaise, gentilhomme ordinaire de la chambre du Roi, capitaine du château du Louvre et de la citadelle de Verdun, est inhumé dans l'église de Thonac.

## Politique et administration

### Administration municipale
La population de la commune étant comprise entre 100 et 499 habitants au recensement de 2017, onze conseillers municipaux ont été élus en 2020,.

### Liste des maires

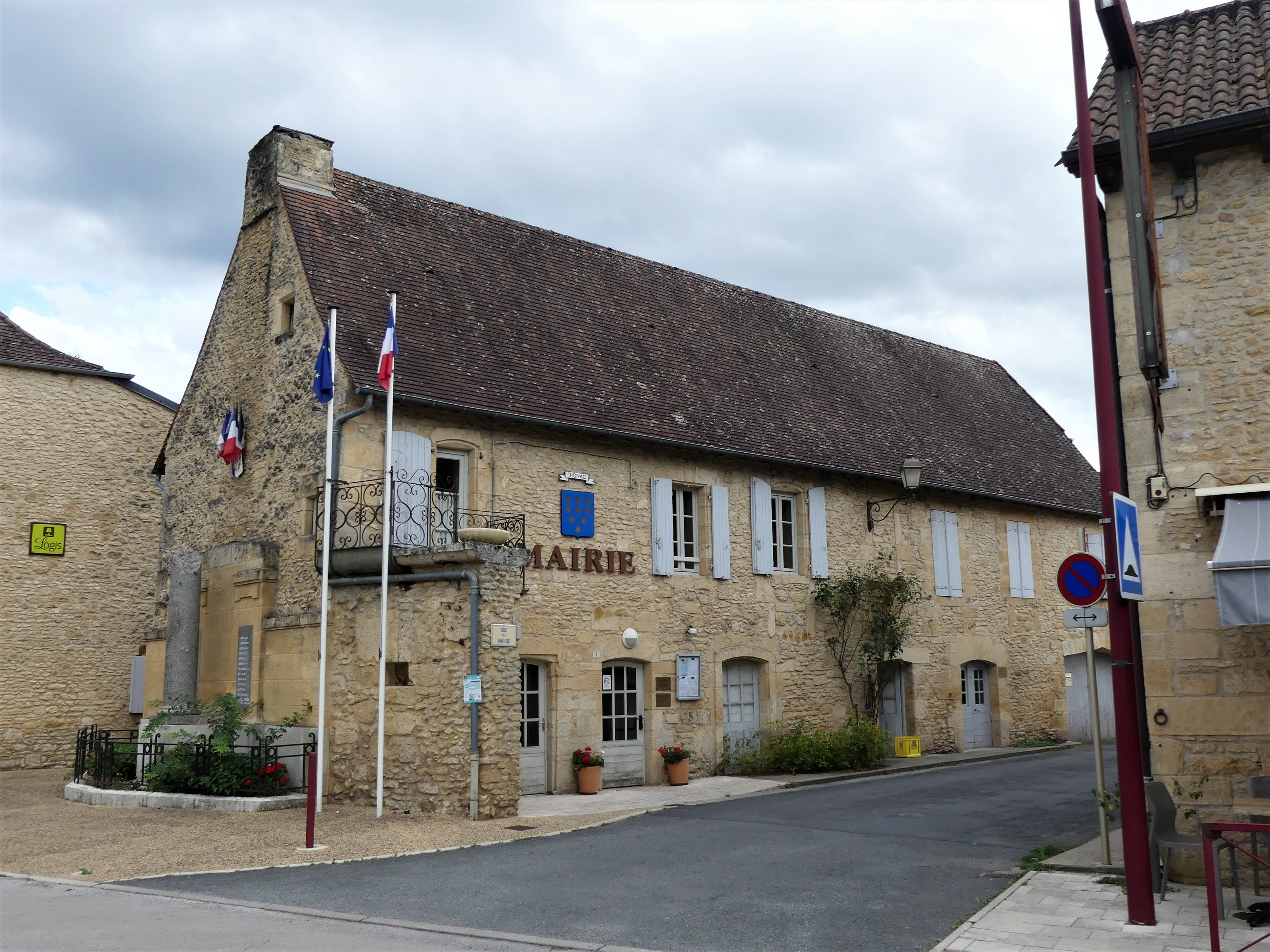
La mairie en 2022.

| Période                                  | Période  | Identité           | Étiquette | Qualité             |
| ---------------------------------------- | -------- | ------------------ | --------- | ------------------- |
| Les données manquantes sont à compléter. |          |                    |           |                     |
|                                          |          |                    |           |                     |
| mars 2001                                | mai 2020 | Serge Richard      | PS        | Colonel en retraite |
| mai 2020                                 | En cours | Christian Garrabos | SE        | Retraité            |

## Équipements et services publics

### Justice
En 2023, dans le domaine judiciaire, Thonac relève : 
- du tribunal judiciaire, du tribunal pour enfants, du conseil de prud'hommes et du tribunal de commerce de Périgueux ;
- du pôle Nationalité du tribunal judiciaire de Périgueux (compétent uniquement dans le domaine de la nationalité) ;
- de la cour d'appel, du tribunal administratif et de la  cour administrative d'appel de Bordeaux.

## Population et société

### Démographie
L'évolution du nombre d'habitants est connue à travers les recensements de la population effectués dans la commune depuis 1793. Pour les communes de moins de 10 000 habitants, une enquête de recensement portant sur toute la population est réalisée tous les cinq ans, les populations de référence des années intermédiaires étant quant à elles estimées par interpolation ou extrapolation. Pour la commune, le premier recensement exhaustif entrant dans le cadre du nouveau dispositif a été réalisé en 2006.

En 2022, la commune comptait 268 habitants, en évolution de +4,69 % par rapport à 2016 (Dordogne : +0,37 %, France hors Mayotte : +2,11 %).
| 1793 | 1800 | 1806 | 1821 | 1831 | 1836 | 1841 | 1846 | 1851 |
| ---- | ---- | ---- | ---- | ---- | ---- | ---- | ---- | ---- |
| 502  | 501  | 511  | 507  | 577  | 556  | 548  | 601  | 613  |

| 1856 | 1861 | 1866 | 1872 | 1876 | 1881 | 1886 | 1891 | 1896 |
| ---- | ---- | ---- | ---- | ---- | ---- | ---- | ---- | ---- |
| 560  | 513  | 520  | 474  | 458  | 494  | 470  | 460  | 415  |

| 1901 | 1906 | 1911 | 1921 | 1926 | 1931 | 1936 | 1946 | 1954 |
| ---- | ---- | ---- | ---- | ---- | ---- | ---- | ---- | ---- |
| 410  | 365  | 358  | 297  | 299  | 286  | 290  | 252  | 226  |

| 1962 | 1968 | 1975 | 1982 | 1990 | 1999 | 2006 | 2011 | 2016 |
| ---- | ---- | ---- | ---- | ---- | ---- | ---- | ---- | ---- |
| 206  | 197  | 226  | 248  | 257  | 240  | 255  | 256  | 256  |

| 2021 | 2022 | - | - | - | - | - | - | - |
| ---- | ---- | - | - | - | - | - | - | - |
| 262  | 268  | - | - | - | - | - | - | - |

### Manifestations culturelles et festivités
- Fête communale chaque été, début août, sur un week-end[57].

## Économie

### Emploi
En 2015, parmi la population communale comprise entre 15 et 64 ans, les actifs représentent 112 personnes, soit 43,6 % de la population municipale. Le nombre de chômeurs (vingt) a augmenté par rapport à 2010 (onze) et le taux de chômage de cette population active s'établit à 17,9 %.

### Établissements
Au 31 décembre 2015, la commune compte 32 établissements, dont 21 au niveau des commerces, transports ou services, quatre dans la construction, quatre relatifs au secteur administratif, à l'enseignement, à la santé ou à l'action sociale, deux dans l'agriculture, la sylviculture ou la pêche, et un dans l'industrie.

## Culture locale et patrimoine

### Lieux et monuments

#### Patrimoine civil
- Le château de Belcayre édifié au XIVe siècle et modifié aux XVIe et XIXe siècles[61].
- Le château de Losse, des XVIe et XVIIe siècles, classé au titre des monuments historiques en 2007[62], est visitable. Ses jardins ont été labellisés Jardin remarquable en 2020[63].
- La tour penchée de la Vermondie, qui pourrait être d'origine gallo-romaine, est inscrite au titre des monuments historiques depuis 1941[64].
- Manoir de la Vermondie, édifié au XVe siècle[65].
- Le parc muséographique du Thot (espace Cro-Magnon[66]) est un complément au fac-similé de Lascaux 2 dont il est distant de quelques kilomètres[67]. Il reproduit des scènes de la grotte originale (la nef et le puits), non représentées à Lascaux 2. Une salle de réalité augmentée permet de voir des animaux disparus en mouvement (rhinocéros, lion des cavernes ou mammouth)[67]. À l'extérieur, des races animales actuelles (cerfs, chevaux de Przewalski, bisons ou aurochs) donnent une idée de la faune antérieure de cette région[67]. En 2022, le parc a attiré 74 000 visiteurs[68].

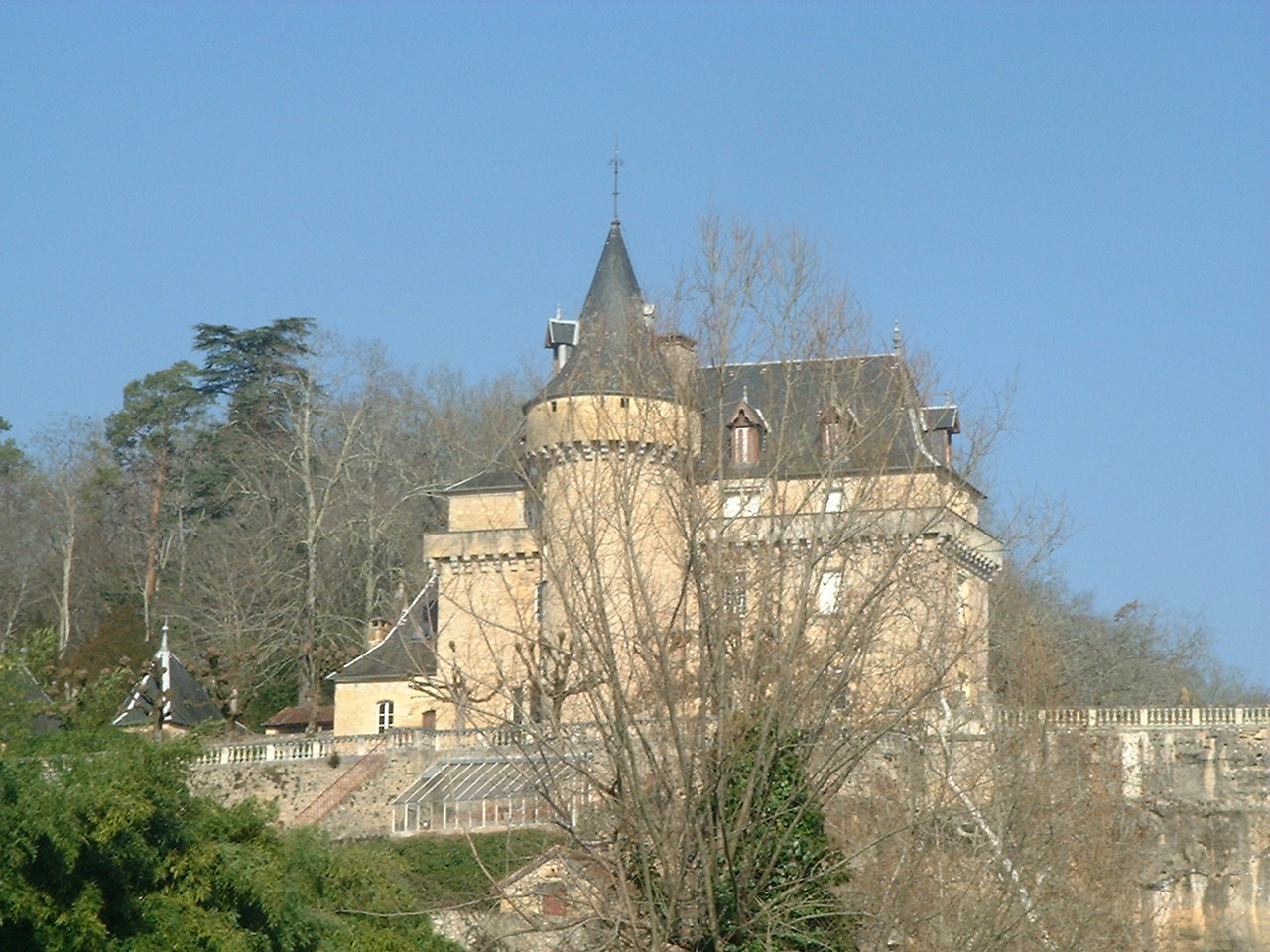
Le château de Belcayre.
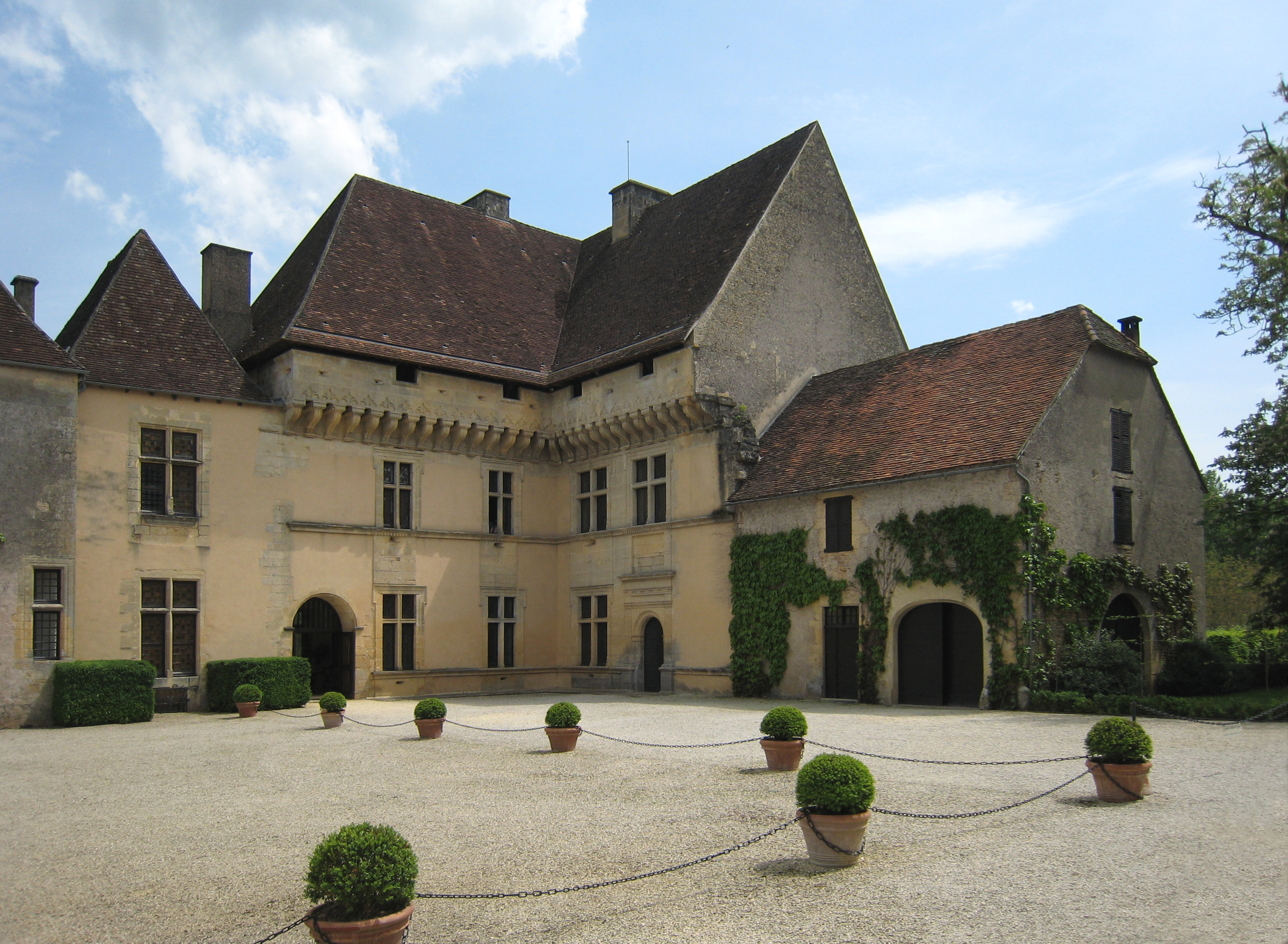
Le château de Losse.
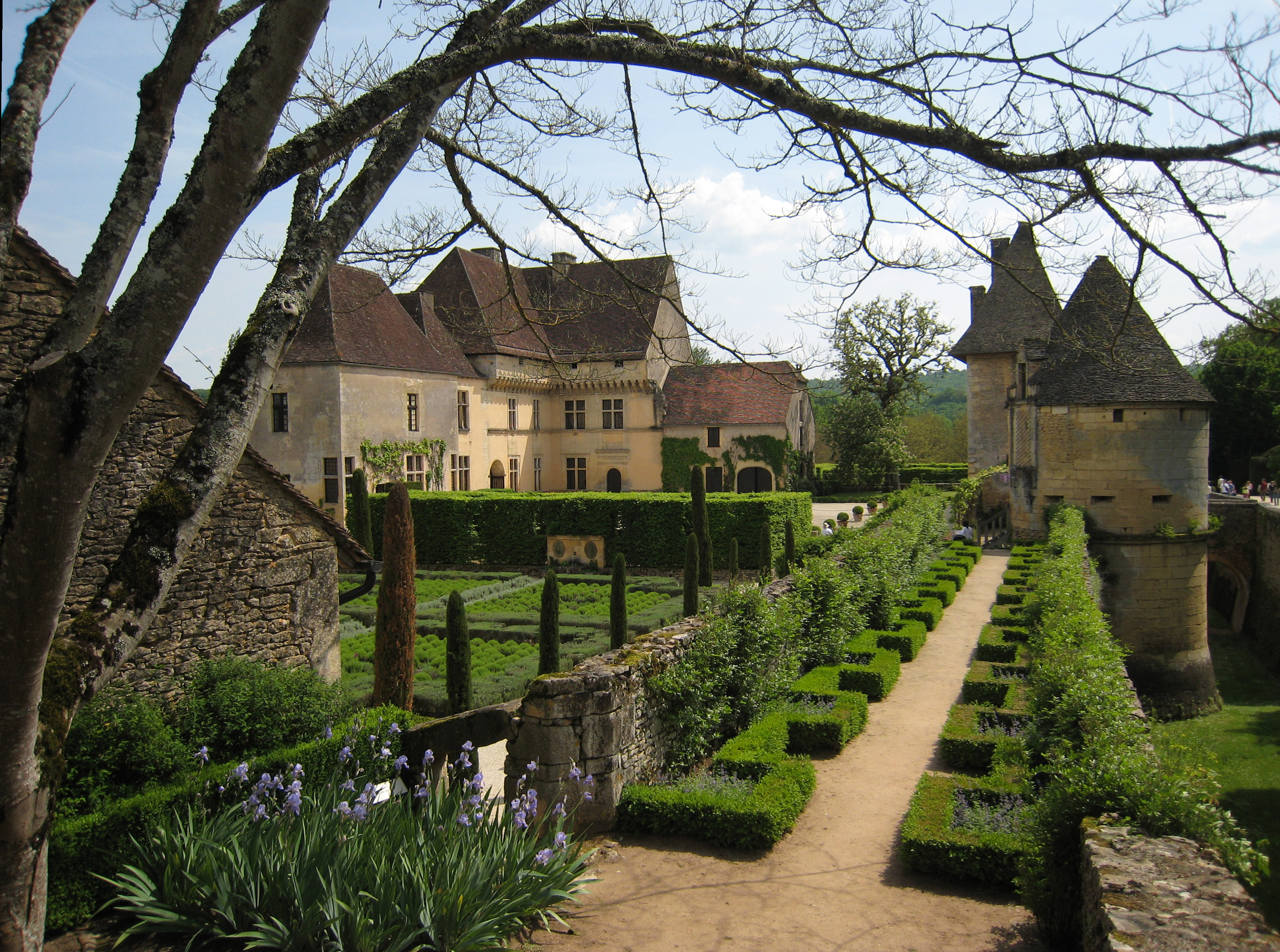
Les jardins du château de Losse.
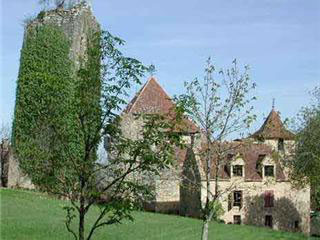
La tour penchée et le manoir de la Vermondie.
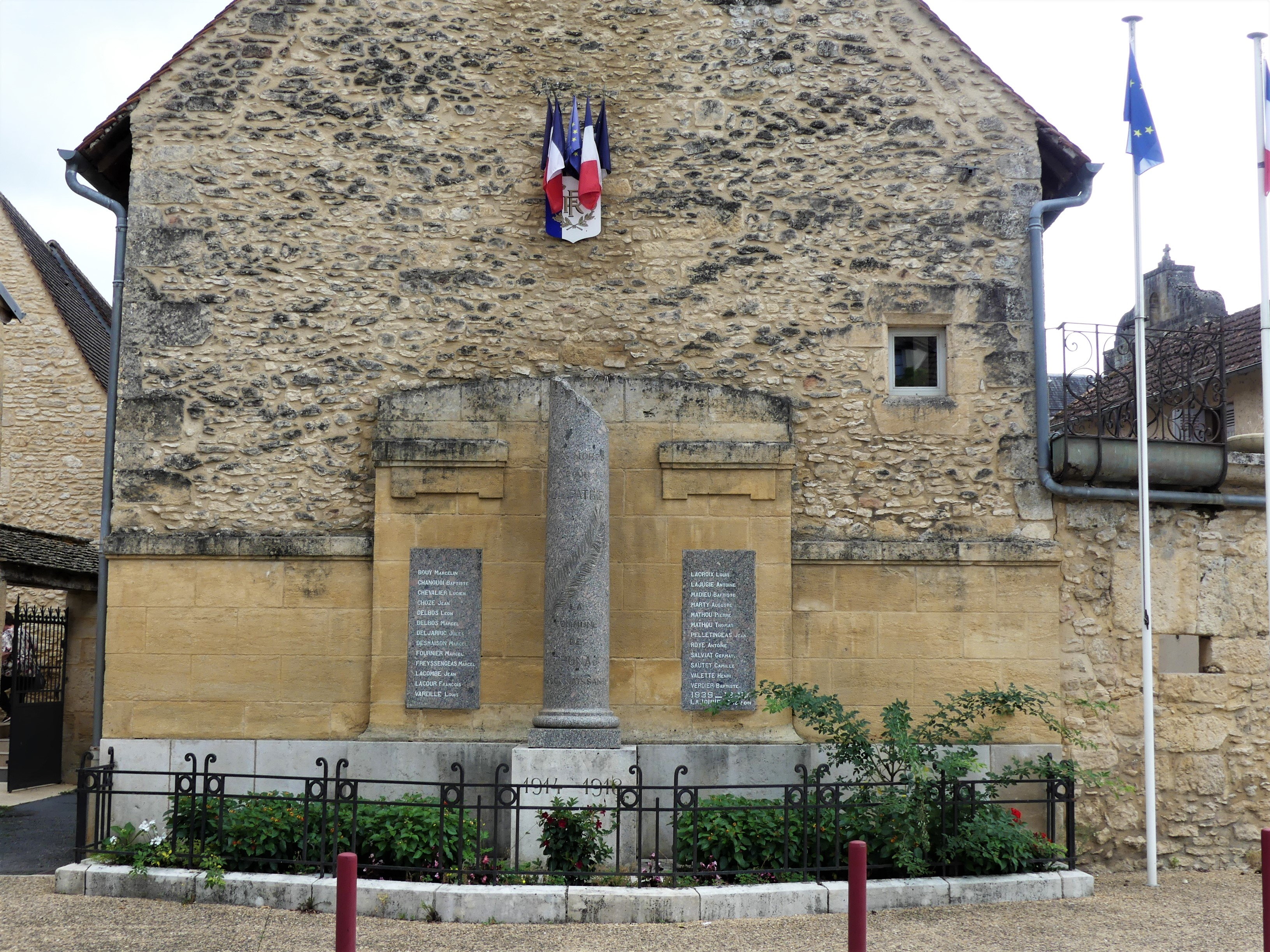
Le monument aux morts, adossé au mur nord de la mairie.

#### Patrimoine religieux
- Église Saint-Pierre-ès-Liens de Thonac[69]. Son style laisse penser qu'elle pourrait dater du XIIe siècle comme nombre d'églises du Périgord[70]. Sa façade ouest se compose d'un clocher-mur à quatre baies campanaires (dont trois sont occupées par des cloches) surmonté d'un fronton composé de deux accolades dans lequel se trouve une autre baie, vide[70]. La nef unique est accostée au nord de la sacristie et au sud d'un bas-côté étroit qui pourrait être le vestige de l'édifice initial[70]. Initialement, elle était entourée de son cimetière[70]. Du XVIe siècle au XVIIIe siècle, cinq membres de la famille de Losse ont été inhumées dans cette église[70]. Le 1er novembre 1898, lors de l'office de la Toussaint, la galerie s'effondre faisant chuter les personnes qui s'y étaient installées, sur d'autres personnes en dessous, faisant de nombreux blessés dont deux graves[70]. L'édifice est réparé probablement en 1903, sans reconstruction de la galerie ; il est restauré en 1982, puis en 1993 (pour le clocher-mur)[70]. L'église recèle une statue du XIIIe siècle en bois représentant la Vierge à l'Enfant, classée au titre des monuments historiques depuis 1960[71]. Une autre statue du XVIIe siècle en pierre taillée représentant le même sujet est inscrite au titre des monuments historiques depuis 1977[72].

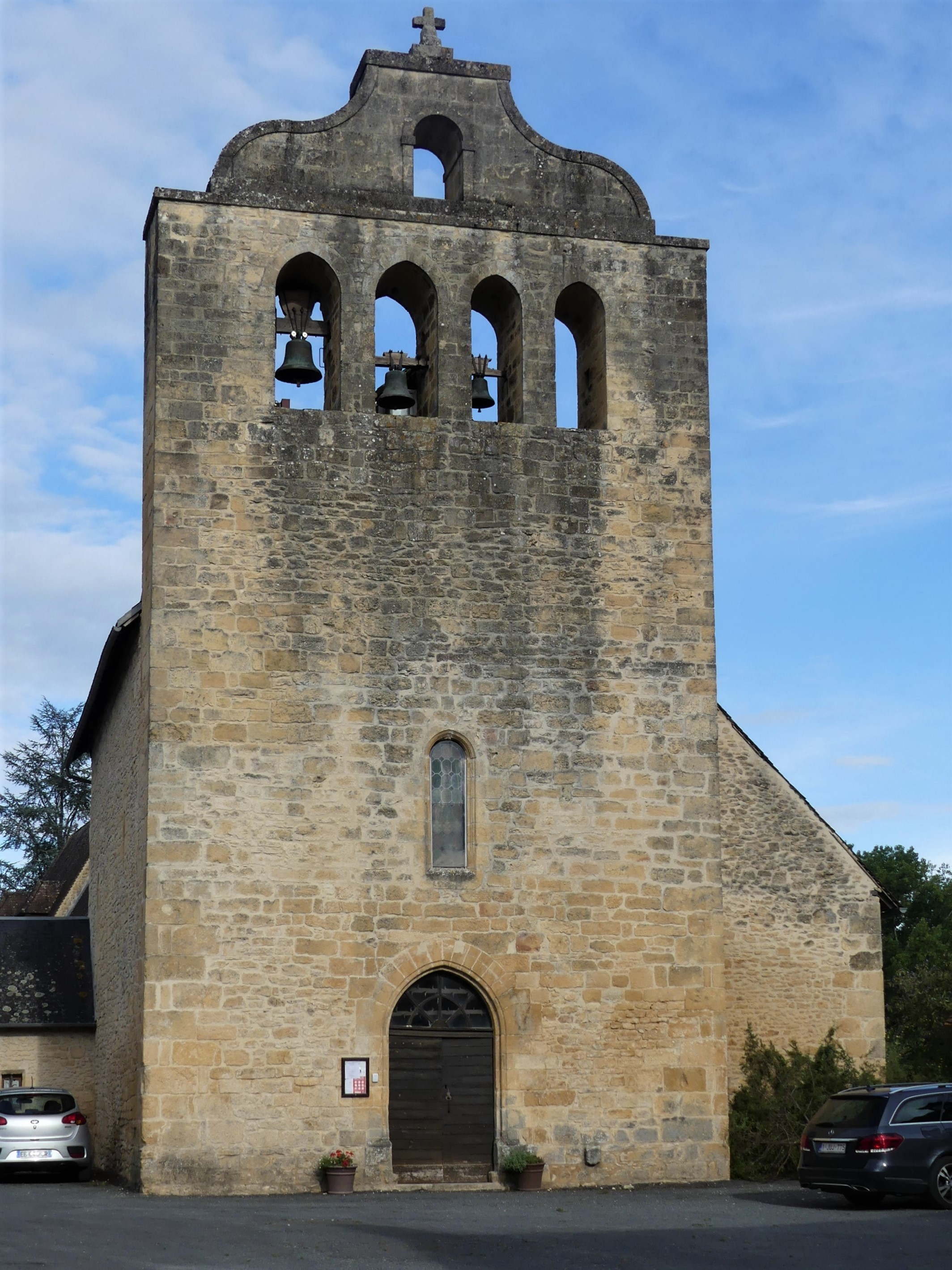
La façade ouest de l'église.
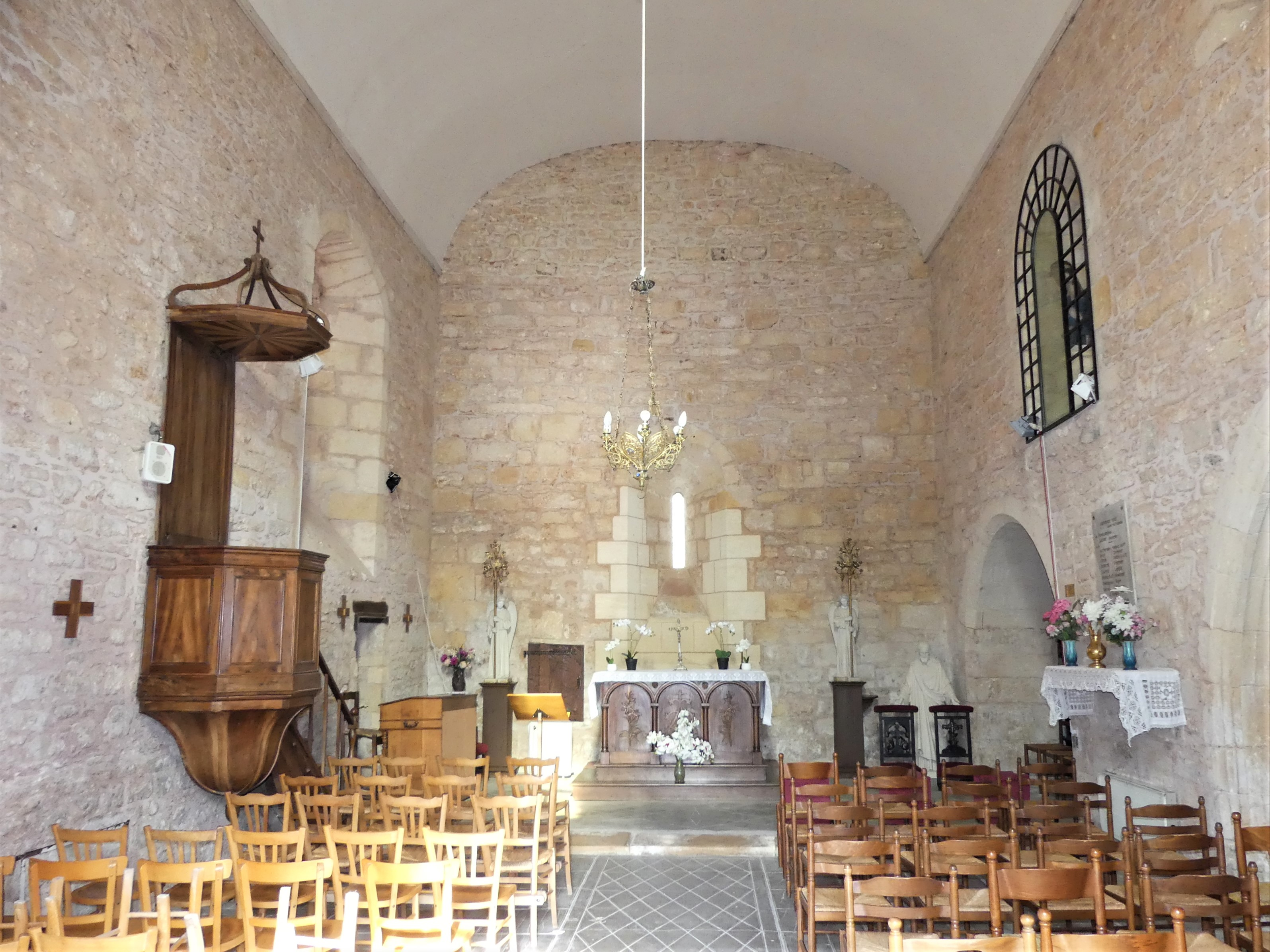
La nef.
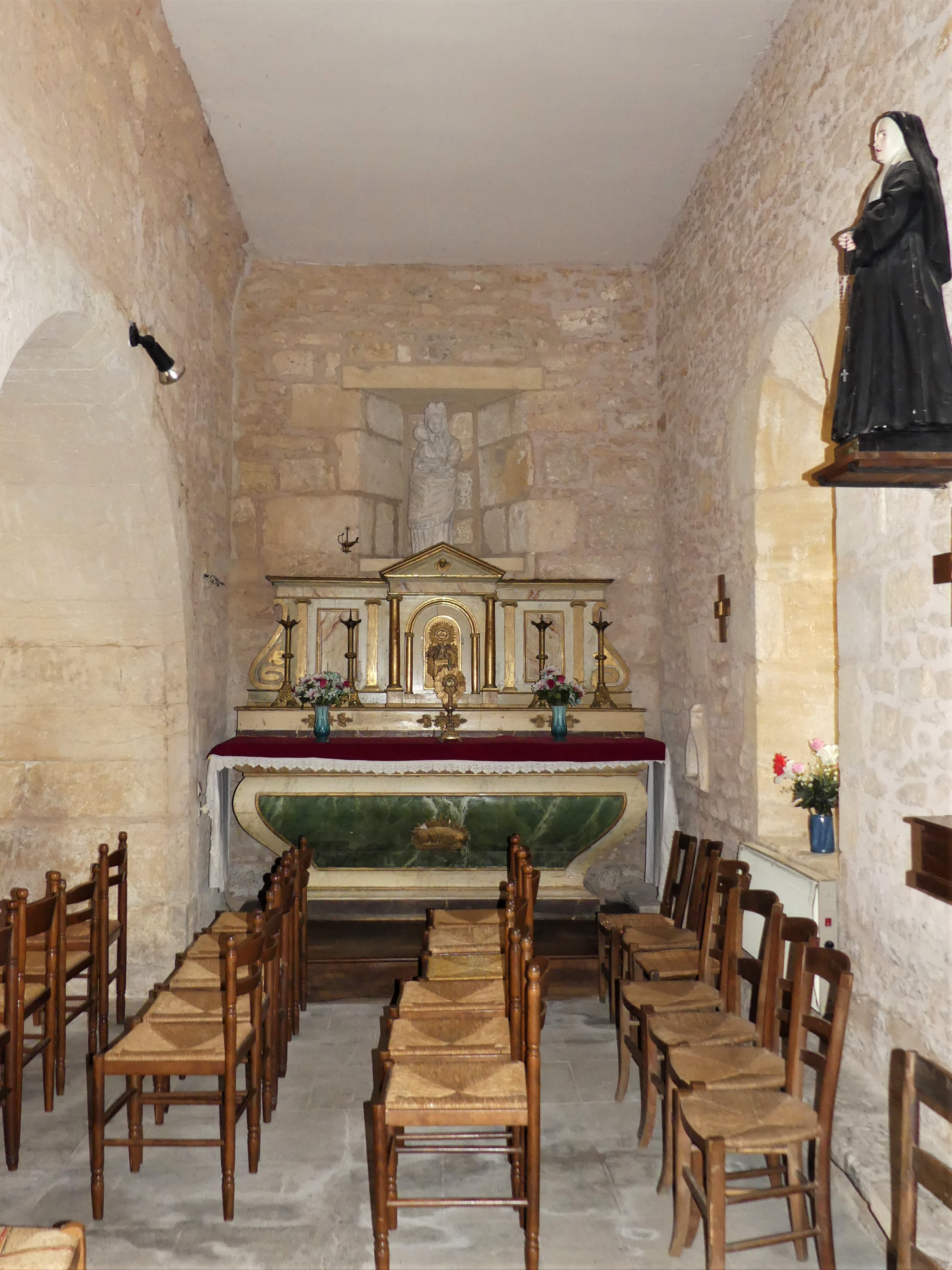
Chapelle dédiée à la Vierge Marie dans le bas-côté sud.
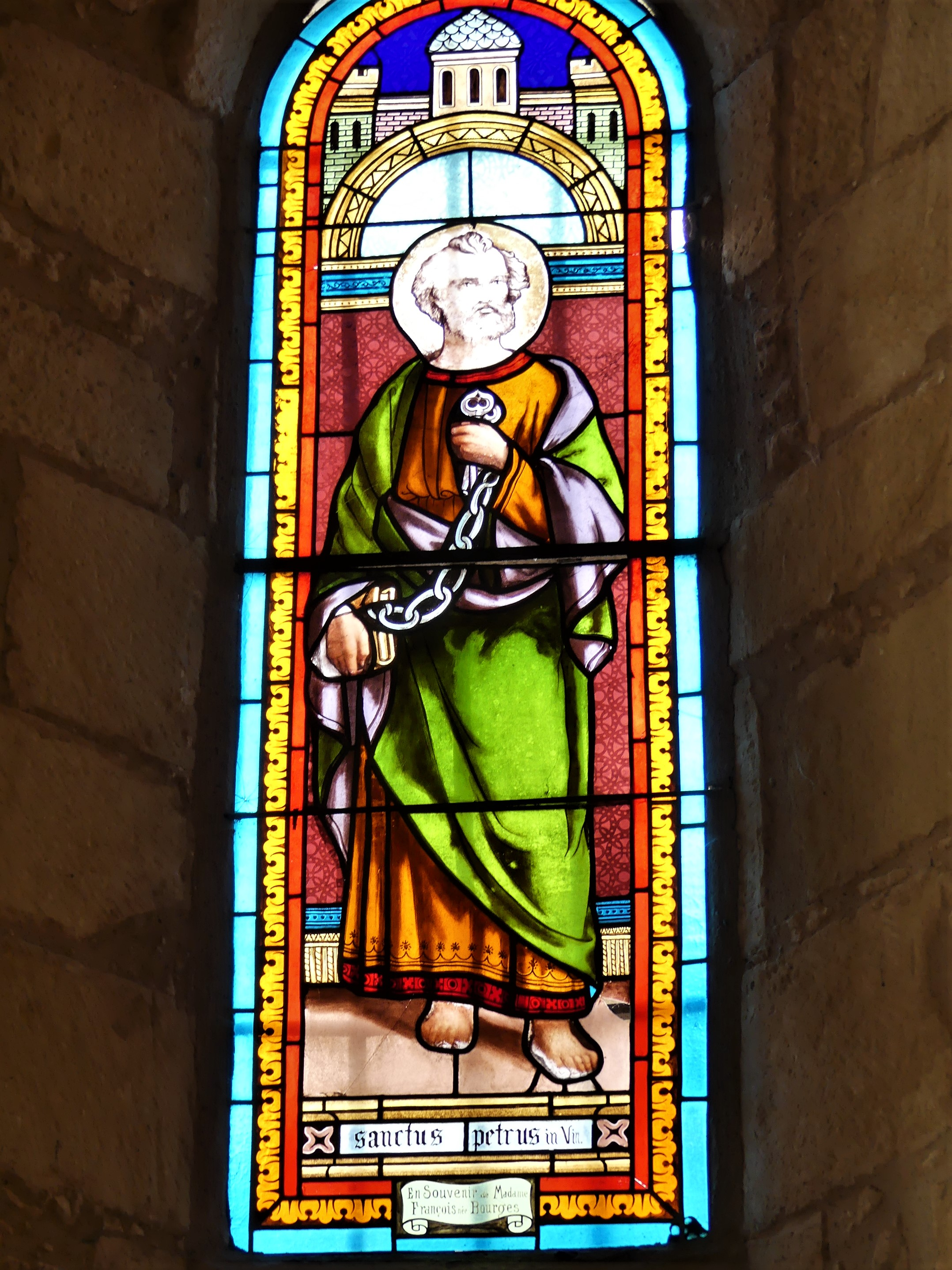
Vitrail représentant saint-Pierre enchaîné.
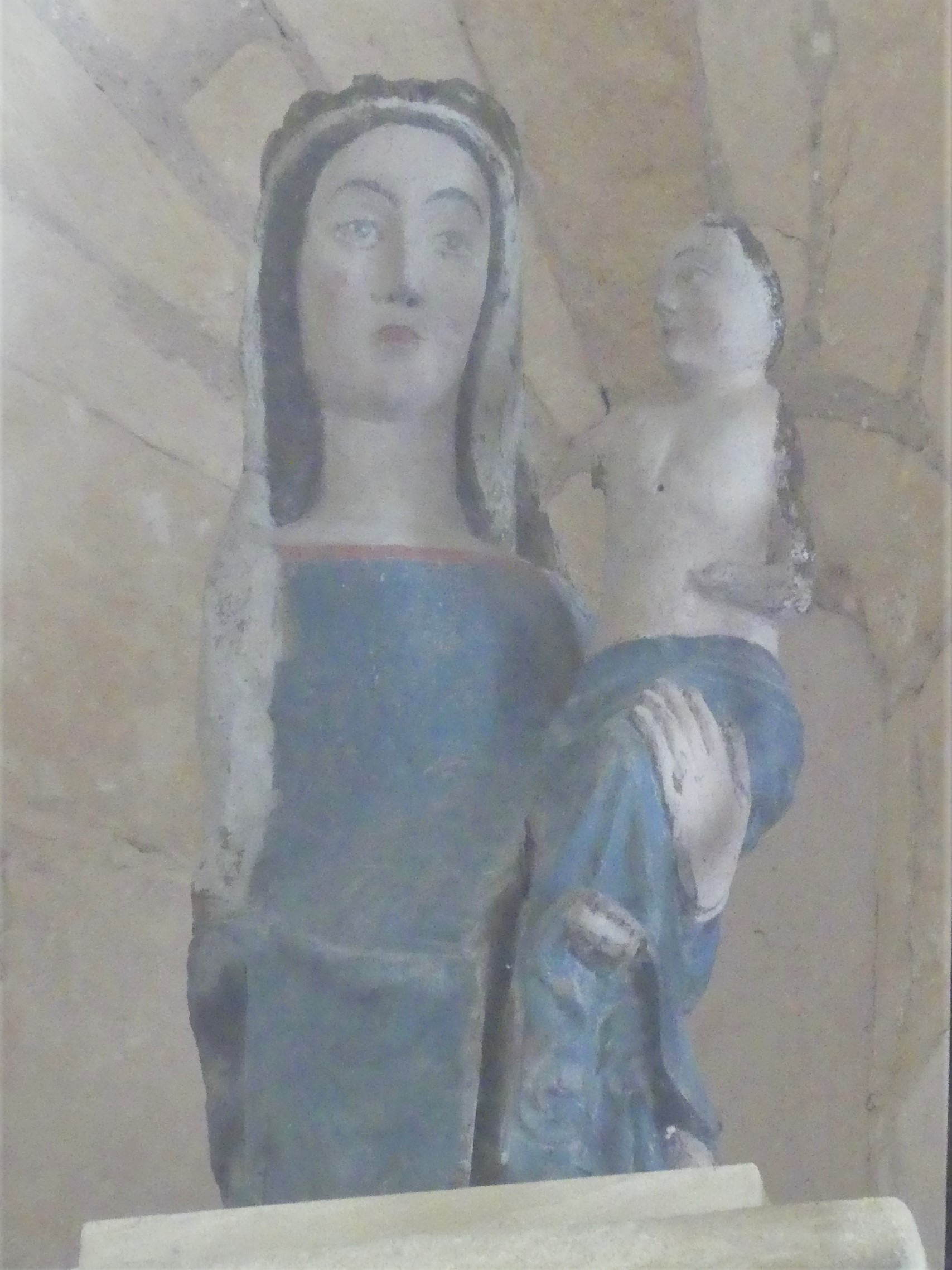
La statue du XIIIe siècle de la Vierge à l'Enfant.

### Personnalités liées à la commune
- Yvon Delbos (1885-1956), homme politique, né à Thonac.
- Hàm Nghi (1871-1944), empereur d'Annam, enterré au cimetière de Thonac

### Héraldique
| Blason de Thonac | Blason  | D'azur à neuf étoiles à six rais d’or ordonnées 3, 3, 2 & 1. Devise1382 - Thonacum - 2002 |
| Blason de Thonac | Détails | Armes de la famille de Losse. Confirmé le 18 mars 2003.                                   |

## Pour approfondir